# San Lázaro, Tamaulipas
San Lázaro är en ort i Mexiko.   Den ligger i kommunen Villagrán och delstaten Tamaulipas, i den centrala delen av landet, 600 km norr om huvudstaden Mexico City. San Lázaro ligger 352 meter över havet och antalet invånare är 242.
Terrängen runt San Lázaro är platt åt sydväst, men åt nordost är den kuperad. Runt San Lázaro är det mycket glesbefolkat, med 2 invånare per kvadratkilometer. Närmaste större samhälle är Garza Valdez, 19,1 km väster om San Lázaro. Trakten runt San Lázaro består i huvudsak av gräsmarker.